# Gare de Yamato-Takada
La gare de Yamato-Takada (大和高田駅, Yamato-Takada-eki) est une gare ferroviaire de la ville de Yamatotakada, dans la préfecture de Nara au Japon. La gare est gérée par la compagnie Kintetsu.

## Situation ferroviaire
La gare de Yamato-Takada est située au point kilométrique (PK) 29,9 de la ligne Osaka.

## Histoire
La gare est inaugurée le 21 mars 1925.

## Service des voyageurs

### Accueil
La gare dispose d'un bâtiment voyageurs, avec guichet, ouvert tous les jours.

### Desserte
- Ligne Osaka :
  - voie 1 : direction Nabari et Ise-Nakagawa
  - voie 2 : direction Osaka-Uehommachi

### Intermodalité
La gare de Takada sur les lignes Man-yō Mahoroba et Wakayama est située à environ 400 m au sud-est de la gare.